# Boncompagni-Ludovisi-collectie
De Ludovisi-collectie, later de Boncompagni-Ludovisi-collectie, was een bijzondere verzameling oudheden. De verzameling werd bijeengebracht door een nepoot, kardinaal Ludovico Ludovisi. Een aantal van de bijzondere beelden werd in de tuin van het palazzo Ludovisi in Rome gevonden. Korte tijd heeft de verzameling in het palazzo Piombino in Rome gestaan. 
Bekende stukken waren:
- De Ludovisi Galliër
- De Ludovisi-sarcophaag
- De Hermes Ludovisi
- De Juno Ludovisi
- De Ares Ludovisi
- De Dionysus Ludovisi
- De Stervende Galliër
- De Ludovisitroon

In 1901 liet een prins Boncompagni-Ludovisi van het huis Boncompagni-Ludovisi de collectie veilen. De Italiaanse staat kocht 96 objecten. De rest werd verspreid over musea in Europa en de Verenigde Staten.

## Kunstwerken uit de Boncompagni-Ludovisi-collectie

stervende Galliër
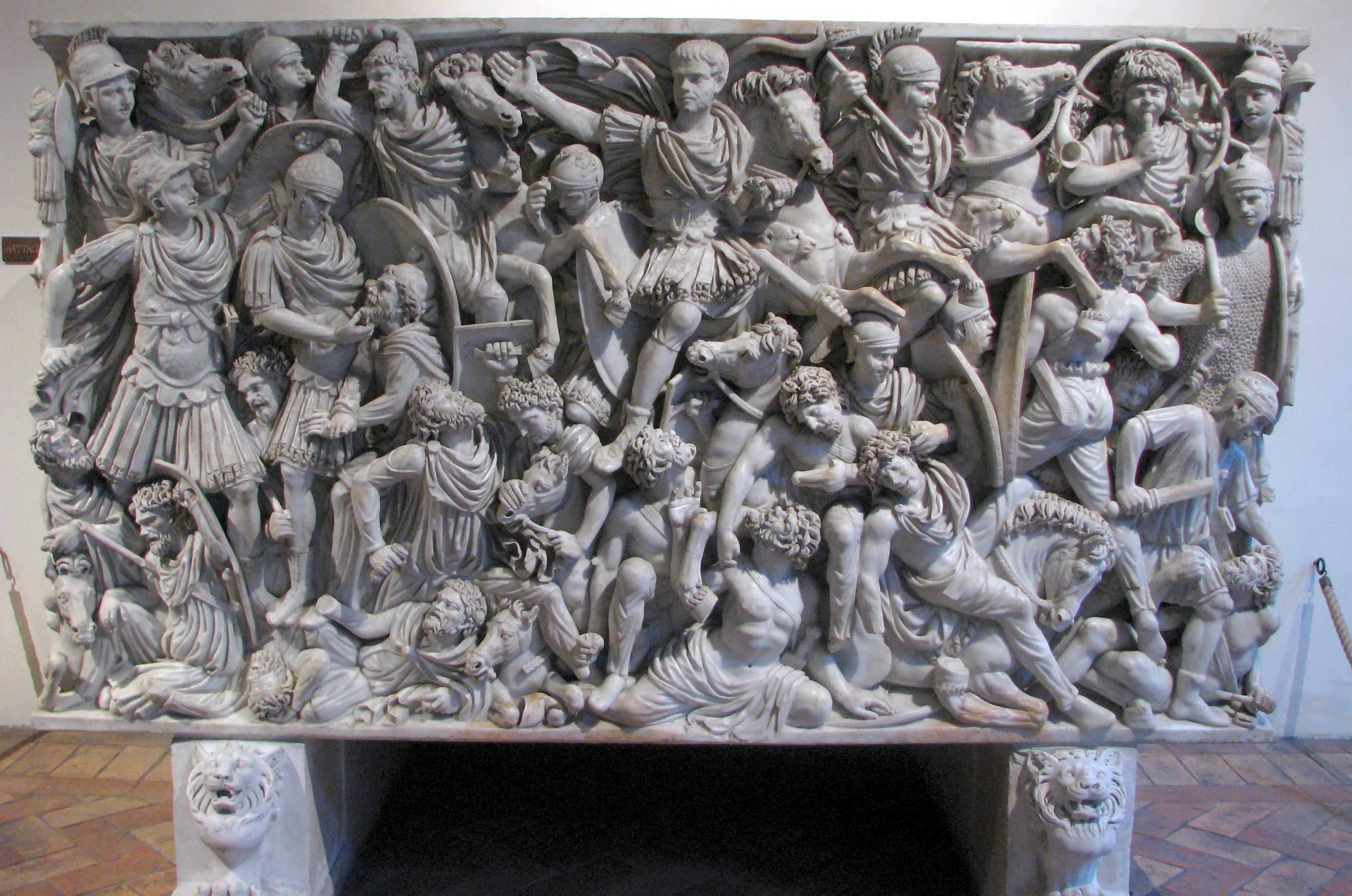
Ludovisi-sarcophaag
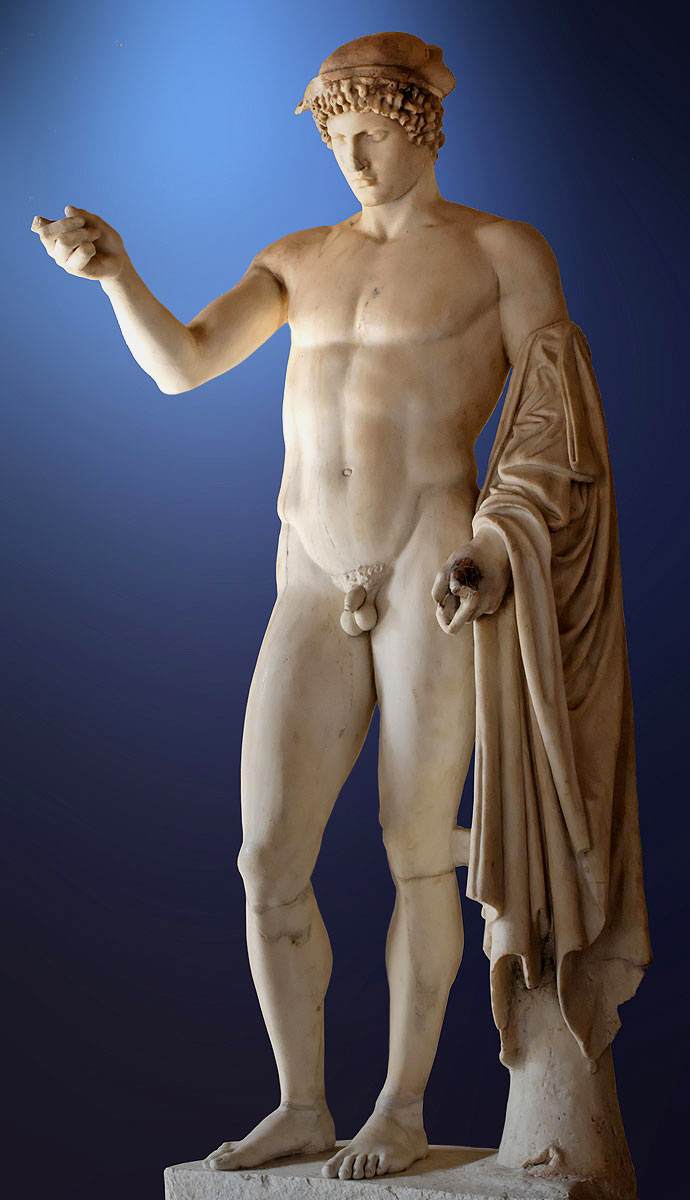
Hermes Ludovisi
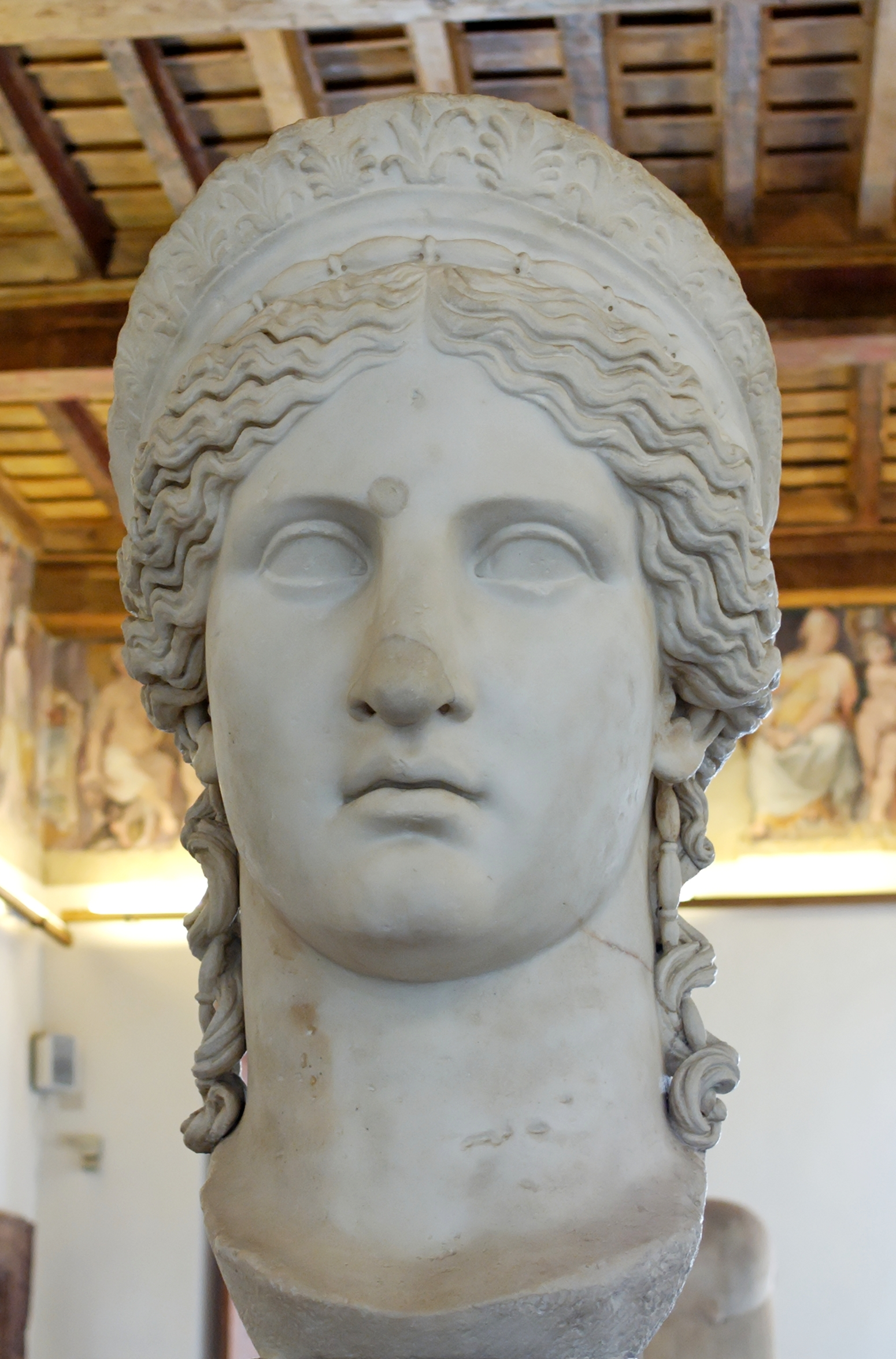
De kop van Juno
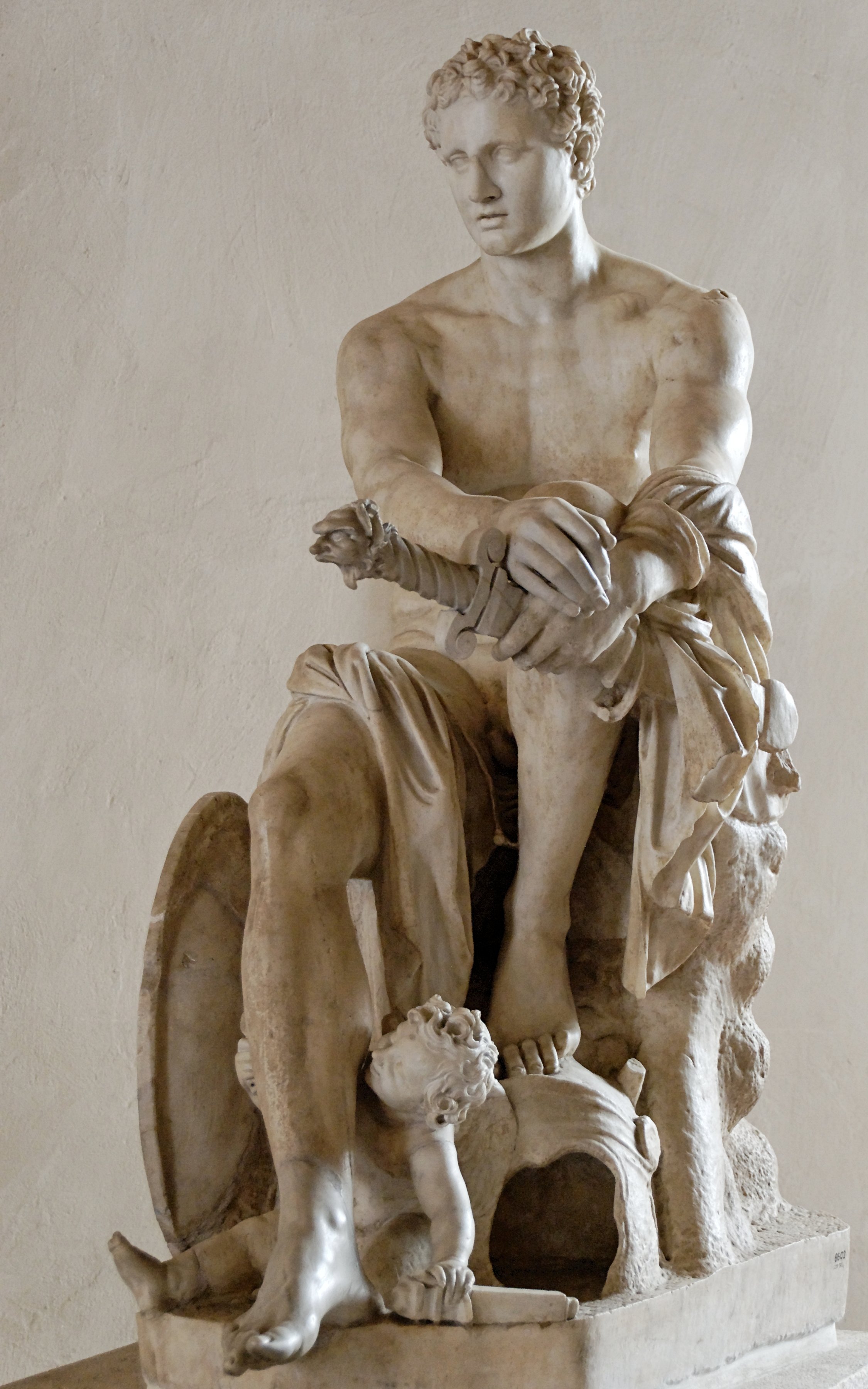
De Ares Ludovisi
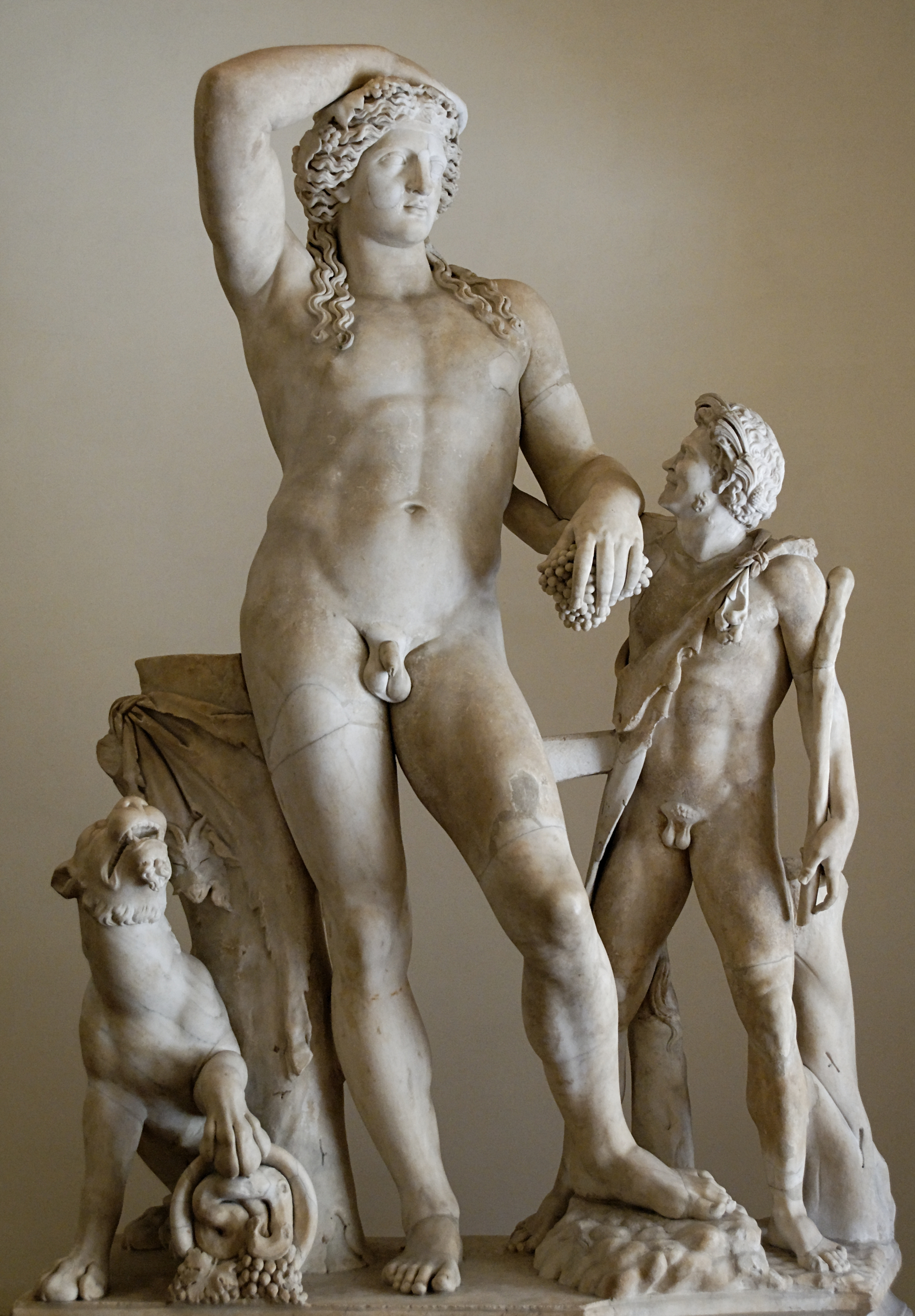
Dionysus Ludovisi
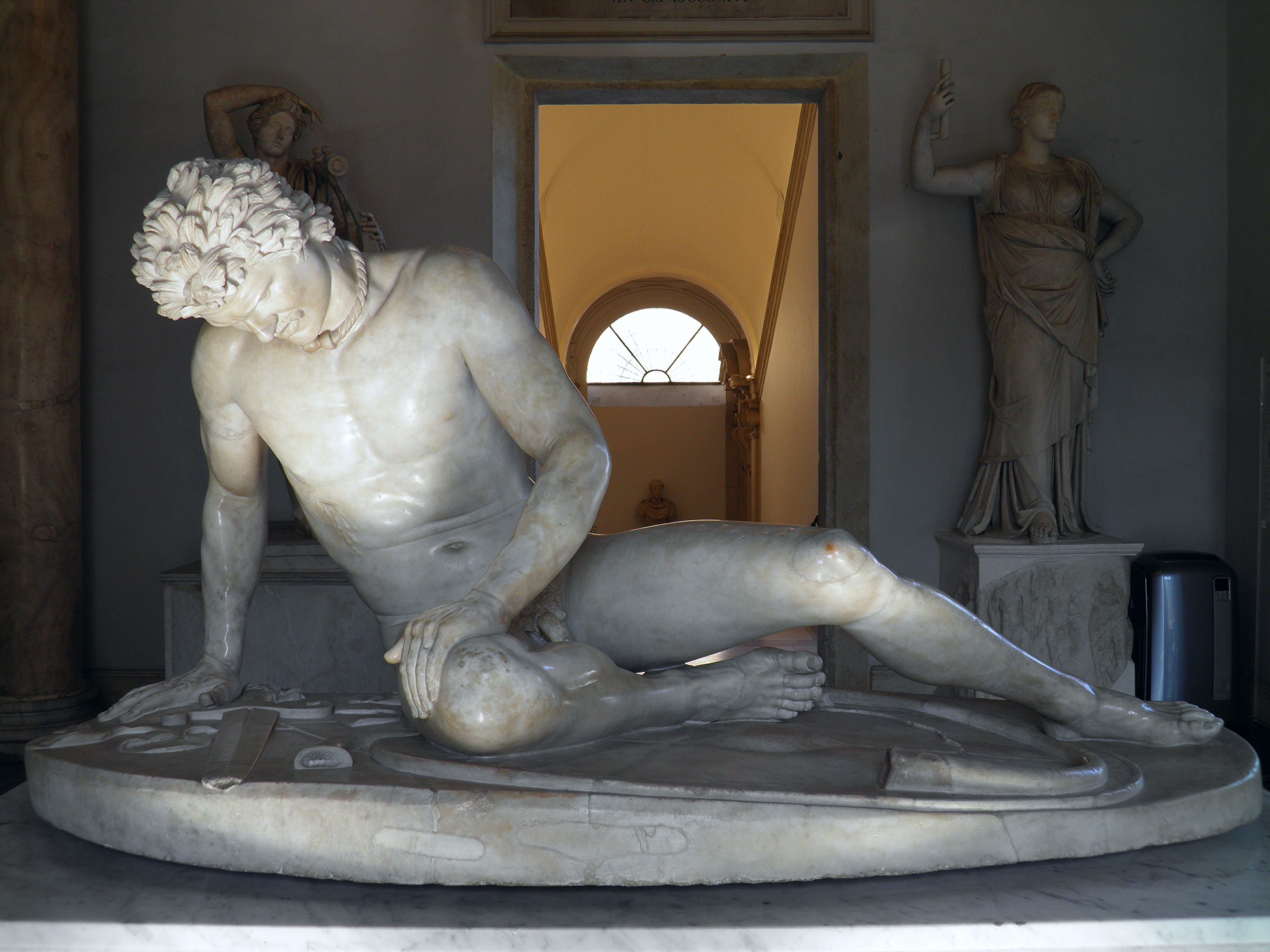
Stervende Galliër
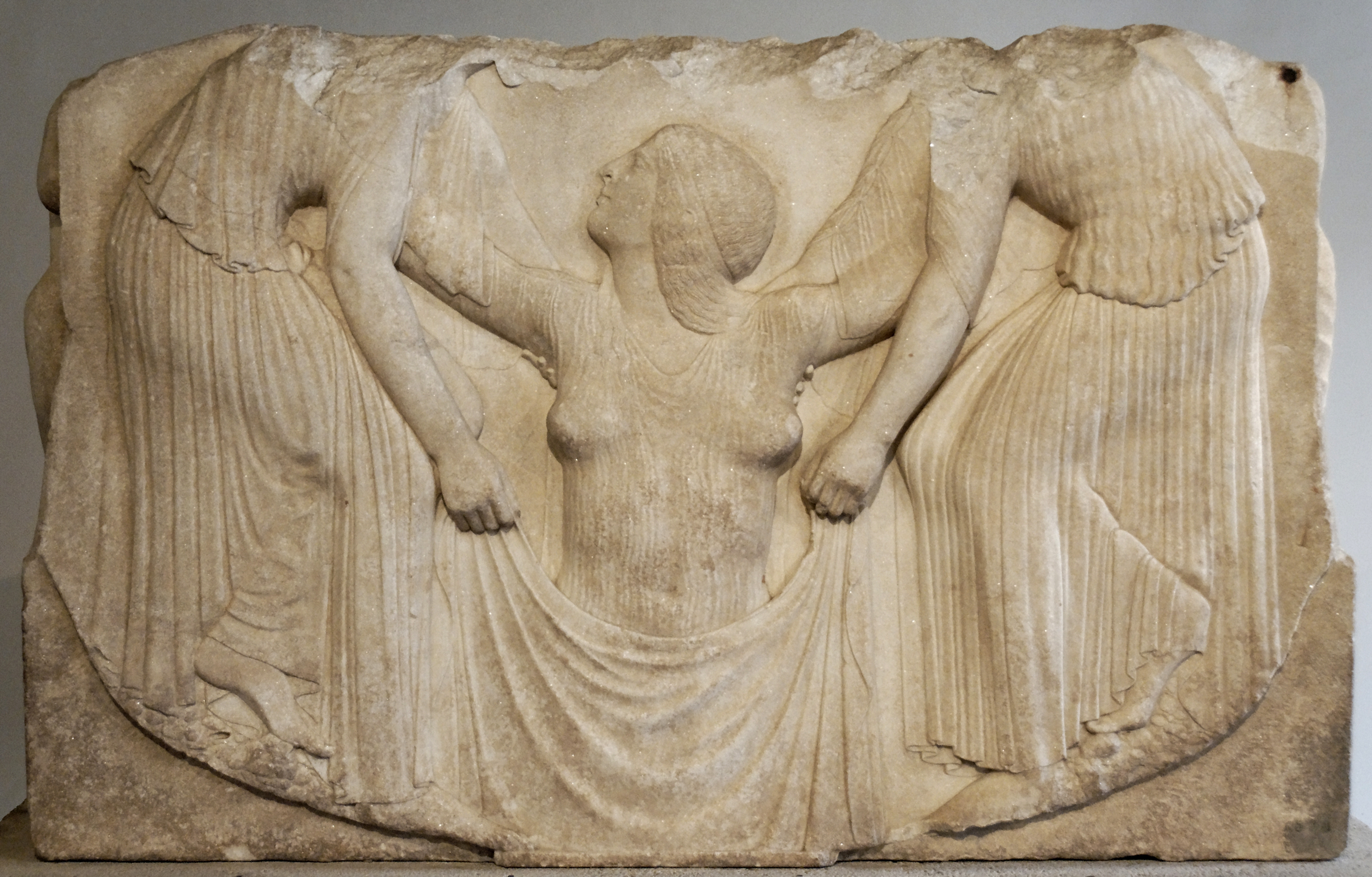
"Aphrodite ontspruit aan de zee", hoofdreliëf van de Ludovisitroon .